# Peter Hollens
Peter Hollens (ur. 4 marca 1982 w Eugene) – amerykański wokalista, autor piosenek i producent. Ma styczność z muzyką a capella od 1999 roku, kiedy wraz z Leo da Silvą założył zespół a capella On The Rocks przy University of Oregon, będący pierwszym oficjalnym uczelnianym zespołem a capella w Oregonie. Peter regularnie publikuje muzyczne wideo na swoim kanale na YouTube.

## Kariera
Hollens ukończył University of Oregon z licencjatem z wokalistyki. Wtedy zaangażował się w pracę przy zespole On The Rocks – nagrywał, był producentem i jurorem w konkursach muzyki a capella. Jego zespół zyskał uznanie jury The Sing-Off – konkursu uniwersyteckich zespołów a capella, ostatecznie zdobywając 5. miejsce.
Peter przygotowuje aranżacje i nagrywa je w domowym studiu w Eugene w Oregonie. Od 2011 roku prowadzi kanał na YouTube, gdzie publikuje własne wykonania piosenek stworzone tylko za pomocą swojego głosu. Często współpracuje z innymi artystami takimi jak Lindsey Stirling, The Piano Guys czy Taylor Davis. W marcu 2015 jego kanał w serwisie YouTube miał ponad 975 000 subskrypcji. W poszukiwaniu wsparcia Hollens w 2013 roku dołączył do platformy crowdfundingowej Patreon.
W 2014 roku podpisał kontrakt z Sony Music Masterworks. 27 października tego roku wydał swój pierwszy album zawierający 12 coverów znanych piosenek oraz jedną autorską piosenkę.

## Życie osobiste
Od 2007 roku jest mężem Evynne Hollens, założycielki zespołu a capella Divisi, która również prowadzi własny kanał na YouTube, publikując muzyczne wideo i okazjonalnie nagrywając wraz z mężem. 31 marca 2014 urodził się im syn, który otrzymał imiona Ashland James. Z okazji narodzin syna Peter napisał i nagrał piosenkę Ashland's Song.

## Nagrania

### 2011
- What’s My Name/Only Girl (Rihanna)
- Firework (Katy Perry)
- Born This Way (Lady Gaga)
- Pray (Justin Bieber) we współpracy z Therrym Thomasem i Courtney Jensen
- Poor Wayfaring Stranger we współpracy z The Swingle Singers
- Need You Now (Lady Antebellum) we współpracy z Evynne Hollens i Jakiem Moultonem
- Lullaby (Billy Joel)
- Seasons Of Love z musicalu Rent we współpracy z Evynne Hollens
- Sleepwalking
- Turning Tables/Someone Like You (Adele)
- Moves Like Jagger (Maroon 5) we współpracy z Savannah Outen
- Without You (David Guetta, Usher) we współpracy z J Rice’em
- Strong (Rick Perry) – parodia
- Silent Night we współpracy z Savannah Outen
- The Christmas Song

### 2012
- It Will Rain (Bruno Mars)
- I Won't Give Up (Jason Mraz)
- The Prayer (Céline Dion, Andrea Bocelli) we współpracy z Evynne Hollens
- Somebody That I Used To Know (Gotye) we współpracy z Evynne Hollens
- Skyrim Theme z gry The Elder Scrolls V: Skyrim we współpracy z Lindsey Stirling
- Not Over You (Gavin DeGraw)
- Turn Up The Music (Chris Brown) we współpracy ze Scottem Hoyingiem
- Skyrim Theme z gry The Elder Scrolls V: Skyrim
- Some Nights (Fun)
- Lights (Ellie Goulding)
- Wide Awake (Katy Perry) we współpracy z Chrisem Thompsonem
- Falling Slowly we współpracy z Alexem G
- We Are Never Ever Getting Back Together (Taylor Swift) we współpracy z Landonem Austinem
- Game Of Thrones we współpracy z Lindsey Stirling
- The Lazy Politicians Song (parodia The Lazy Song Bruno Marsa) we współpracy z Lukiem Conradem
- Don’t Stop Me Now (Queen) we współpracy z George’em Watskym
- Dark Side (Kelly Clarkson) we współpracy z Madilyn Bailey
- Gotta Be You (One Direction) we współpracy z Colleen Balinger i Mirandą Sings
- Home (Phillip Phillips)
- Shenandoah

### 2013
- Misty Mountains z filmu Hobbit: Niezwykła podróż
- A Boy And A Girl (Eric Whitacre) we współpracy z Evynne Hollens
- Brave (Josh Groban)
- Young Girls (Bruno Mars)
- Take It Slow
- Carry On (Fun)
- Hallelujah (Leonard Cohen) we współpracy z Alishią Popat
- Double Down we współpracy z Jonathanem Wongiem
- It's Time (Imagine Dragons)
- Les Miserables Medley (składanka piosenek z musicalu Nędznicy) we współpracy z Evynne Hollens
- Oreo Wonderfilled Song
- The Rains Of Castamere z serialu Gra o tron
- Pippin’s Song (Billy Boyd) z filmu Władca Pierścieni: Powrót króla
- Fall In Love we współpracy z Evynne Hollens
- Star Wars Medley (składanka muzyki z filmów z serii Gwiezdne wojny) we współpracy z Lindsey Stirling
- Thousand Years (Christina Perri) we współpracy z Evynne Hollen i Lindsey Stirling
- Want You Gone (Portal) we współpracy z MysteryGuitarMan
- Everybody’s Got Somebody But Me (Hunter Hayes)
- Jai Ho z filmu Slumdog. Milioner z ulicy we współpracy z Alaaem Wardim
- Epic Disney Medley (składanka piosenek z filmów Disneya) we współpracy z AlexemG
- Pirates Medley (składanka muzyki z filmów z serii Piraci z Karaibów) we współpracy z siostrami Gardiner
- On Top Of The World (Imagine Dragons) we współpracy z Mikiem Thompkinsem
- Disney Teen Beach Medley we współpracy z Evynne Hollens
- Georgia On My Mind we współpracy z Evynne Hollens
- O Holy Night
- I See Fire (Ed Sheeran) z filmu Hobbit: Pustkowie Smauga
- Cups (Pitch Perfect) we współpracy z Evynne Hollens oraz Sophie i Lauren Smithami

### 2014
- World Of Warcraft Medley (składanka muzyki z gry World Of Warcraft) we współpracy z Evynne Hollens

- Nonono (Pumpin Blood)

- Scarborough Fair

- Into The West (Annie Lennox) z filmu Władca Pierścieni: Powrót króla
- Story Of My Life (One Direction) we współpracy z Mikiem Tompkinsem
- Dark Horse (Katy Perry) we współpracy z Samem Tsuim
- Down By The Salley Gardens
- Pompeii (Bastille) we współpracy z Kiną Grannis
- Fields Of Gold (Sting) we współpracy z Lindsey Stirling i Tylerem Wardem
- The Parting Glass z gry Assassin’s Creed 4
- Phantom Of The Opera Medley (składanka piosenek z musicalu Upiór w operze) we współpracy z Evynne Hollens
- The Water Is Wide
- Into The West (Annie Lennox) z filmu Władca Pierścieni: Powrót króla we współpracy z Taylor Davis
- May It Be (Enya) z filmu Władca Pierścieni: Drużyna Pierścienia
- Wicked Medley (składanka piosenek z musicalu Wicked) we współpracy z Nickiem Piterą
- Gollum’s Song (Emiliana Torrini) z filmu Władca Pierścieni: Dwie wieże
- Baba Yetu z gry Civilization IV we współpracy z Malukah
- Photograph (Ed Sheeran) we współpracy z Madilyn Brailey
- 19 You & Me (Dan + Shay) we współpracy z Home Free
- She Moved Through The Fair
- Ashland’s Song
- Boy Band Parody (parodia boys bandów) we współpracy z Paintem
- Black Is The Color Of My True Love’s Hair we współpracy z Avim Kaplanem
- Hallelujah (Leonard Cohen) we współpracy z Jackie Evancho
- Angels We Have Heard On High we współpracy z The Piano Guys
- Song Of The Lonely Mountain (Neil Finn) z filmu Hobbit: Niezwykła podróż

### 2015
- Epic Frozen Medley (składanka piosenek z filmu Kraina Lodu) we współpracy z Colleen Balinger
- Still Haven’t Found What I’m Looking For (U2) we współpracy z Sabriną Carpenter
- The Last Goodbye (Billy Boyd) z filmu Hobbit: Bitwa Pięciu Armii
- The Hanging Tree z filmu Igrzyska śmierci: Kosogłos część 1
- The Last Five Years z musicalu The Last Five Years we współpracy z Evynne Hollens

## Dyskografia
- Peter Hollens – 2014
- Covers (VOL. 2) – 2012
- Covers (VOL. 1) – 2012
- Hollens [HD] – 2012